# Associazione Sportiva Pizzighettone 2006-2007
Questa pagina raccoglie le informazioni riguardanti l'Associazione Sportiva Pizzighettone nelle competizioni ufficiali della stagione 2006-2007.

## Rosa
| N. |                     | Ruolo | Calciatore           |
| -- | ------------------- | ----- | -------------------- |
|    | Italia (bandiera)   | P     | Enrico Alfonso       |
|    | Italia (bandiera)   | A     | Matteo Ardemagni     |
|    | Italia (bandiera)   | D     | Davide Astori        |
|    | Italia (bandiera)   | C     | Daniele Bellotto     |
|    | Italia (bandiera)   | C     | Luisito Campisi      |
|    | Italia (bandiera)   | A     | Marcello Campolonghi |
|    | Bulgaria (bandiera) | C     | Krasimir Čomakov     |
|    | Italia (bandiera)   | D     | Umberto Colicchio    |
|    | Italia (bandiera)   | D     | Giorgio Conrotto     |
|    | Italia (bandiera)   | P     | Alex Cordaz          |
|    | Italia (bandiera)   | C     | Yuri Croceri         |
|    | Italia (bandiera)   | C     | Matteo Deinite       |
|    | Italia (bandiera)   | D     | Lorenzo Del Prete    |
|    | Italia (bandiera)   | A     | Stefano Del Sante    |
|    | Camerun (bandiera)  | D     | Patrice Feussi       |

| N. |                        | Ruolo | Calciatore         |
| -- | ---------------------- | ----- | ------------------ |
|    | Italia (bandiera)      | D     | Simone Fumasoli    |
|    | Italia (bandiera)      | A     | Domenico Germinale |
|    | Italia (bandiera)      | C     | Dino Giannascoli   |
|    | Italia (bandiera)      | P     | Guido Gualina      |
|    | Croazia (bandiera)     | C     | Ivan Javorčić      |
|    | Italia (bandiera)      | D     | Gabriele Maronese  |
|    | Italia (bandiera)      | A     | Pierpaolo Nodari   |
|    | Italia (bandiera)      | C     | Giovanni Parmesani |
|    | Italia (bandiera)      | D     | Matteo Piccinni    |
|    | Italia (bandiera)      | A     | Michele Piccolo    |
|    | Italia (bandiera)      | D     | Andrea Polonini    |
|    | Italia (bandiera)      | D     | Sergio Porrini     |
|    | Paesi Bassi (bandiera) | C     | Chedric Seedorf    |
|    | Italia (bandiera)      | C     | Francesco Turini   |
|    | Italia (bandiera)      | A     | Francesco Zerbini  |

## Risultati

### Campionato

#### Girone di andata
| 3 settembre 2006 1ª giornata | Pizzighettone | 0 – 0 | Pisa |  |

| 10 settembre 2006 2ª giornata | Pro Sesto | 2 – 1 | Pizzighettone |  |

| 17 settembre 2006 3ª giornata | Pizzighettone | 0 – 2 | Pro Patria |  |

| 24 settembre 2006 4ª giornata | Cittadella | 1 – 1 | Pizzighettone |  |

| 1º ottobre 2006 5ª giornata | Novara | 3 – 2 | Pizzighettone |  |

| 8 ottobre 2006 6ª giornata | Pizzighettone | 0 – 0 | Massese |  |

| 15 ottobre 2006 7ª giornata | Cremonese | 0 – 1 | Pizzighettone |  |

| 22 ottobre 2006 8ª giornata | Pizzighettone | 0 – 1 | Venezia |  |

| 29 ottobre 2006 9ª giornata | Sassuolo | 4 – 0 | Pizzighettone |  |

| 5 novembre 2006 10ª giornata | Pizzighettone | 1 – 1 | Sangiovannese |  |

| 12 novembre 2006 11ª giornata | Grosseto | 2 – 1 | Pizzighettone |  |

| 19 novembre 2006 12ª giornata | Pizzighettone | 0 – 0 | Lucchese |  |

| 26 novembre 2006 13ª giornata | Pizzighettone | 1 – 1 | Pistoiese |  |

| 3 dicembre 2006 14ª giornata | Pavia | 0 – 2 | Pizzighettone |  |

| 10 dicembre 2006 15ª giornata | Pizzighettone | 1 – 1 | Padova |  |

| 17 dicembre 2006 16ª giornata | Ivrea | 3 – 0 | Pizzighettone |  |

| 23 dicembre 2006 17ª giornata | Pizzighettone | 0 – 0 | Monza |  |

#### Girone di ritorno
| 14 gennaio 2007 18ª giornata | Pisa | 4 – 0 | Pizzighettone |  |

| 21 gennaio 2007 19ª giornata | Pizzighettone | 0 – 2 | Pro Sesto |  |

| 28 gennaio 2007 20ª giornata | Pro Patria | 1 – 0 | Pizzighettone |  |

| 4 febbraio 2007 21ª giornata | Pizzighettone | 0 – 0 | Cittadella |  |

| 11 febbraio 2007 22ª giornata | Pizzighettone | 2 – 1 | Novara |  |

| 18 febbraio 2007 23ª giornata | Massese | 1 – 1 | Pizzighettone |  |

| 25 febbraio 2007 24ª giornata | Pizzighettone | 1 – 0 | Cremonese |  |

| 4 marzo 2007 25ª giornata | Venezia | 1 – 0 | Pizzighettone |  |

| 18 marzo 2007 26ª giornata | Pizzighettone | 0 – 1 | Sassuolo |  |

| 25 marzo 2007 27ª giornata | Sangiovannese | 3 – 0 | Pizzighettone |  |

| 1º aprile 2007 28ª giornata | Pizzighettone | 2 – 3 | Grosseto |  |

| 7 aprile 2007 29ª giornata | Lucchese | 1 – 1 | Pizzighettone |  |

| 15 aprile 2007 30ª giornata | Pistoiese | 0 – 0 | Pizzighettone |  |

| 22 aprile 2007 31ª giornata | Pizzighettone | 3 – 0 | Pavia |  |

| 29 aprile 2007 32ª giornata | Padova | 0 – 1 | Pizzighettone |  |

| 6 maggio 2007 33ª giornata | Pizzighettone | 1 – 0 | Ivrea |  |

| 13 maggio 2007 34ª giornata | Monza | 2 – 1 | Pizzighettone |  |